# Corteza cingulada
La corteza cingulada es una parte del cerebro situada en la cara medial de la corteza cerebral. La corteza cingulada incluye todo el giro cingulado, que se encuentra inmediatamente por encima del cuerpo calloso, y la continuación de este en el surco cingulado. Está formada por el giro cingulado y la materia gris cortical que recubre los bordes superior e inferior del surco cingulado.

## Funciones
Recibe información del tálamo y la neocorteza y se proyecta a la corteza entorrinal a través del cíngulo. Es una parte integral del sistema límbico, que participa en la formación y el procesamiento de las emociones,el aprendizajey la memoria.La combinación de estas tres funciones hace que el giro cingulado sea muy influyente a la hora de vincular los resultados motivacionales con la conducta (por ejemplo, una determinada acción induce una respuesta emocional positiva, que da como resultado el aprendizaje).Esta función hace que la corteza cingulada sea muy importante en trastornos como la depresióny la esquizofrenia.También juega un papel en la función ejecutiva y el control respiratorio. 
Debido a las vías neuronales extensas que comparte con otras regiones cerebrales, la corteza cingulada se puede considerar un centro de integración de emociones, sensaciones y acción. Además, por los circuitos neuronales que comparte con el hipocampo y la amígdala, se cree que la corteza cingulada tiene un rol en la consolidación de la memoria a largo plazo y el procesamiento de los estímulos emocionalmente relevantes, respectivamente.

## Regiones
Funcionalmente, se divide en cuatro regiones distintas: la corteza cingulada anterior (CCA), la corteza cingulada medial, la corteza cingulada posterior (CCP) y la corteza retrosplenial.